# ДТЕК Донецькі електромережі
АТ «ДТЕК Донецькі електромережі» — акціонерне товариство зі штаб-квартирою в місті Краматорськ Донецької області, яке займається розподіленням, транспортуванням та постачанням електроенергії в Донецькій області. Входить до енергохолдингу «ДТЕК».

## Історія
У 1995 році відповідно до Указу Президента України від 04.04.95 №282/95 створено державну акціонерну енергопостачальну компанію «Донецькобленерго», яка в 1998 році приватизована та перейменована на ВАТ «Донецькобленерго». У січні 2012 року компанія ввійшла до складу енергохолдингу «ДТЕК». У 2018 році підприємство перейменовано на АТ «ДТЕК Донецькі електромережі».

## Діяльність
Компанією обслуговується 39,4 тис. юридичних осіб і близько 1,8 млн побутових абонентів споживачів електроенергії..